# 原田義和
原田 義和（はらだ よしかず、1895年（明治28年）8月1日 - 1973年（昭和48年）6月10日）は、日本の陸軍軍人。最終階級は陸軍中将。

## 来歴・人物
福岡県甘木市（現・朝倉市）平塚出身。福岡県立中学修猷館を中退し、1916年（大正5年）5月陸軍士官学校第28期卒業。1924年（大正13年）11月陸軍大学校第36期卒業。
1936年（昭和11年）8月関東軍参謀となり、1938年（昭和13年）3月大佐に累進、同月支那駐屯兵団参謀長、同年7月第27師団参謀長（第11軍）として支那事変（日中戦争）に出動。1939年（昭和14年）8月歩兵第39連隊長、1940年（昭和15年）11月大本営参謀、1941年（昭和16年）7月奉天特務機関長。
同年8月少将に進み、同年11月第16軍参謀副長（南方軍）となり、太平洋戦争に出征しジャワ攻略を完遂している。1942年（昭和17年）8月第22歩兵団長（支那派遣軍、第13軍、第22師団）として杭州に駐屯。1943年（昭和18年）11月南洋第2支隊長となり、1945年（昭和20年）3月陸軍中将に進み、クサイ島で終戦を迎える。
1947年（昭和22年）11月28日、公職追放仮指定を受けた。

## 親族
妻妙子は陸軍中将・佐多武彦の娘。義弟に海軍大佐・佐多直大、新日本製鐵専務取締役・有田通元、海軍大佐・藤田正路、陸軍中佐・姫田虎之助。